# The Hound of Shadow
The Hound of Shadow är ett textäventyrsspel utvecklat av Eldritch Games och utgivet av Electronic Arts 1989.
Historien äger rum i London på 1920-talet i en atmosfär inspirerad av H.P. Lovecrafts verk. Spelet börjar med att man avgör vilken figur man vill spela som. Det går att välja en figur som skapats i förväg, annars bygger man upp sin huvudperson enligt samma princip som man skapar en figur i ett rollspel, med olika karaktärsegenskaper och fakta som bildar ens personlighet. Först väljer man kön och titel. Sedan matar man in personens namn, födelsedata och nationalitet (antingen kan man spela britt eller amerikan). Man väljer även samhällsklass, yrke, eventuella ärr och ens specialiteter genom att med musen öka eller minska kraften vid olika symboler. Vilka val man gjort påverkar i hög grad spelets utveckling och ens relationer med omgivningen i spelet, spelar man som en kvinna tillåts man inte komma in i en pub, spelar man som en veteran från första världskriget kan man ha mentala svårigheter vilket kan förvärras av de mörka krafter som finns i spelet. Själva spelet är däremot helt textbaserat. Det går att få fram grafikbilder av miljöer man besöker, men man styr spelet med inskrivna textkommandon.
Historien inleds med att man följer en amerikansk vän till en seans. Seansen hålls i ett mörkt rum där det också sitter några för huvudpersonen obekanta personer samt ett medium. Mediet verkar i det närmaste vara en skojare. Men så plötsligt reser sig mediet som i trans, styrd av någon märklig kraft. Han pekar på en av deltagarna och säger med en kvinnas röst: "The Hound of Shadow is upon you, and you bear his mark." Därefter sjunker mediet ihop, en kvinna svimmar och tumult uppstår. Det hela slutar i att mötet upplöses. Dagen efter berättar ens amerikanske vän att han kände igen rösten från en kvinna han mött i San Francisco. Man beslutar sig nu för att försöka ta reda på mer om uttrycket och hunden och få klarhet i förbannelsen som utdelades under seansen.

## Mottagande
Datormagazin ansåg att det var ett intressant spel där miljöerna beskrivs sakligt och noggrant och tyckte att det var positivt att det inte var för många moment att hålla reda på under spelets gång och att man inte behövde bekymra sig om väderstreck, men att tolken i spelet var sparsamt utrustad och att den inte på ett tillräckligt tydligt sätt anger vilka ord den inte förstår, och gav spelet 8/10 i betyg.